# John Radcliffe
Sir John Radcliffe (Attleborough, ... – 1441) è stato un cavaliere medievale inglese.
Fu amministratore e Siniscalco di Guascogna, 2º Barone della Corte dello Scacchiere, Maggiordomo Capo d'Irlanda, Balivo di Evreux e Connestabile di Bordeaux. Egli rappresentò Norfolk come Membro del Parlamento nel 1420 e nel 1427.

## Biografia
Radcliffe era il figlio più giovane di James Radcliffe di Radcliffe, Lancashire, e di Joan Tempest. John trascorse i suoi primi anni nell'entourage di Tommaso di Lancaster. Viene descritto come segretario di Tommaso, e si recò con lui in Irlanda nel 1401, quando Tommaso fu nominato Lord luogotenente d'Irlanda. Fu nominato secondo Barone della Corte irlandese dello Scacchiere nel 1404. Non è chiaro se egli avesse qualche qualifica giuridica: nonostante il loro incarico giudiziario senior, i Baroni irlandesi non erano necessariamente avvocati. Nell'aprile 1406, fu nominato Capo Maggiordomo Congiunto d'Irlanda da Tommaso.
John morì nel 1441 e la sua salma fu tumulata nella chiesa di Attleborough, a Norfolk, Inghilterra.

## Matrimonio e discendenza
Radcliffe sposò in prime nozze Cecilia, figlia di Thomas Mortimer e di Mary Parke. Il matrimonio gli diede un considerabile benessere e un avanzamento del suo stato sociale. Lei era una cognata per parte di madre di Sir John Fastolf e madre del cavaliere Sir Robert Harling.La coppia ebbe quattro figli:
- John Radcliffe
- Thomas Radcliffe
- Fynette Radcliffe
- Roger Radcliffe

Sposata in seconde nozze Catherine, figlia di Edward Burnell e Alice Le Strange, ebbe da lei tre figli:
- James Radcliffe
- Robert Radcliffe
- Alicia Radcliffe

## Onorificenze
- Ordine della Giarrettiera